# Christopher C. Cox

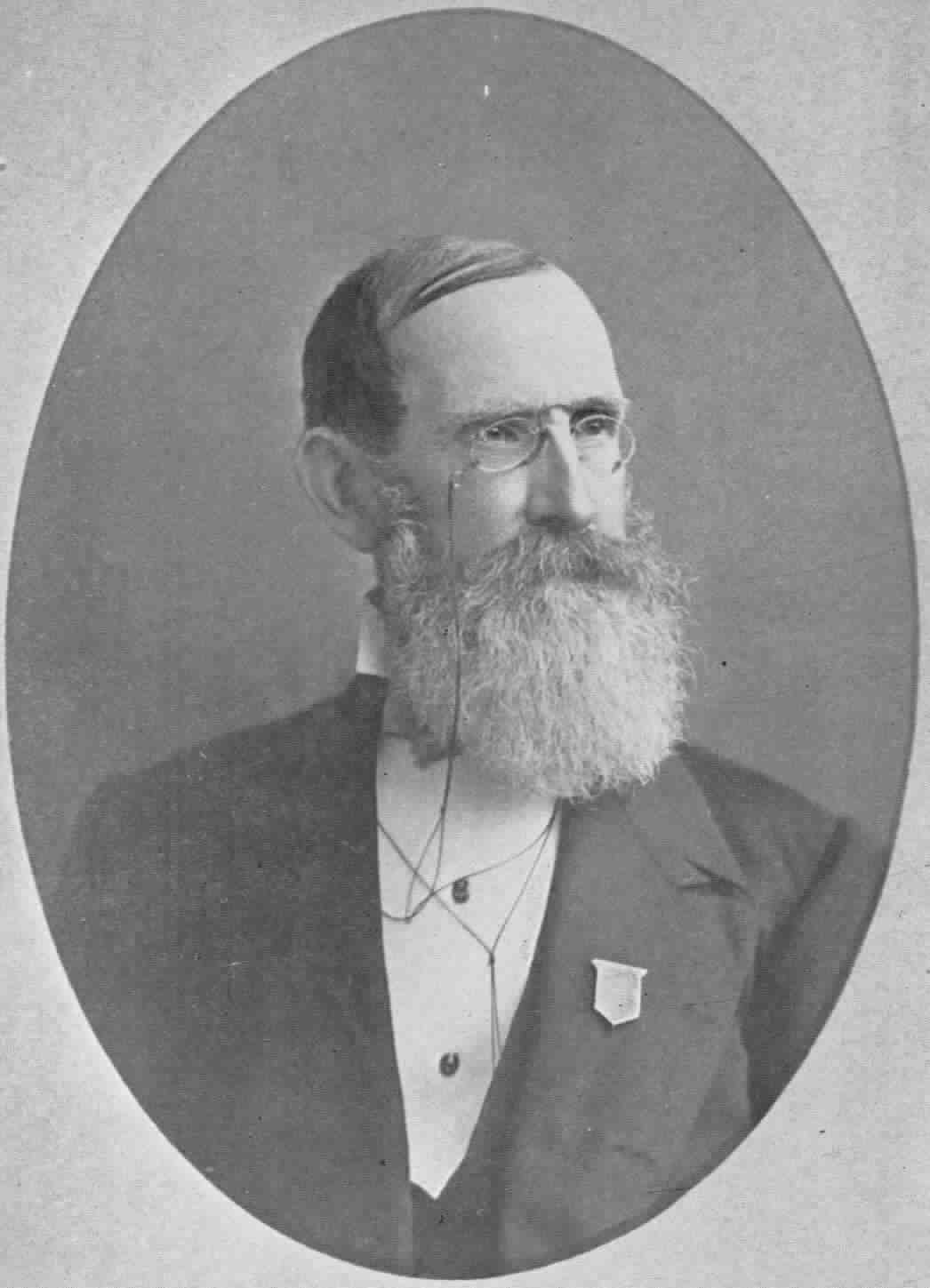

Christopher C. Cox, född 26 augusti 1816 i Baltimore, Maryland, död 25 november 1882 i Washington, D.C., var en amerikansk politiker (unionist). Han var viceguvernör i delstaten Maryland 1865–1868.
Cox utexaminerades från Yale College och avlade läkarexamen vid Washington Medical College i Baltimore. Senare doktorerade han i juridik vid Trinity College. Under inbördeskriget tjänstgjorde han som kirurg i nordstaternas armé.
Marylands konstitution av år 1864 innebar grundandet av ett nytt ämbete i Marylands historia, viceguvernörsämbetet. Maryland hade en viceguvernör i tre år så länge 1864 års konstitution gällde. Ämbetet avskaffades då 1867 års konstitution trädde i kraft. Följande viceguvernör tillträdde sitt ämbete år 1971 efter beslutet av år 1970 om att återskapa ämbetet. Cox tillträdde ämbetet 1865 och lämnade ämbetet i samband med att det avskaffades. Därmed hade han ingen företrädare och inte heller någon omedelbar efterträdare.
Anglikanen Cox avled 66 år gammal i Washington, D.C. och gravsattes i Easton.